# Haplopappus
 Haplopappus   Cass., 1828 è un genere di piante angiosperme dicotiledoni della famiglia delle Asteraceae, sottofamiglia Asteroideae, tribù Astereae (North American lineage) e sottotribù Machaerantherinae.

## Etimologia
Il nome del genere deriva dal greco "kaploos" (= semplice) e "pappos" (= piumino o lanugine) e fa riferimento al singolo anello del pappo.
Il nome scientifico del genere è stato definito dal botanico Alexandre Henri Gabriel de Cassini (1781-1832) nella pubblicazione " Dictionnaire des Sciences Naturelles, dans lequel on traite méthodiquement des différens êtres de la nature, considérés soit en eux-mêmes, d'aprés l'état actuel de nos connoissances, soit relativement à l'utilité quén peuvent retirer la médecine, l'agriculture, le commerce et les arts. Strasbourg. Edition 2" (Dict. Sci. Nat., ed. 2. [F. Cuvier] 56: 168) del 1828.

## Descrizione

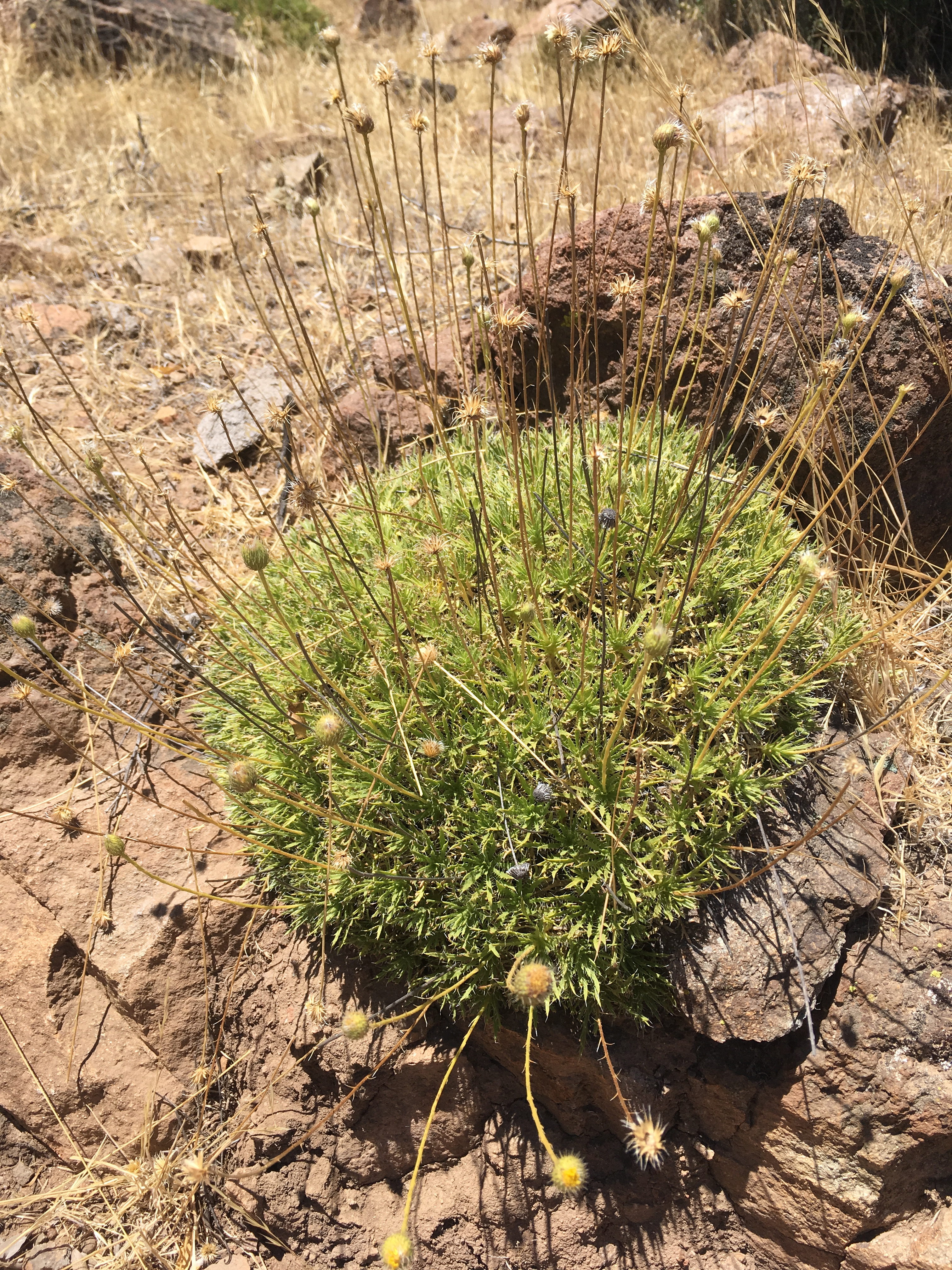
Il portamento
Haplopappus pinnatifidus

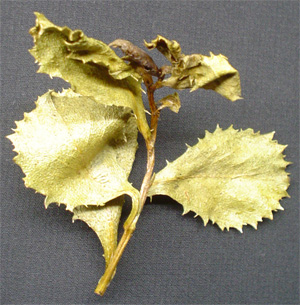
Le foglie
Haplopappus baylahuen

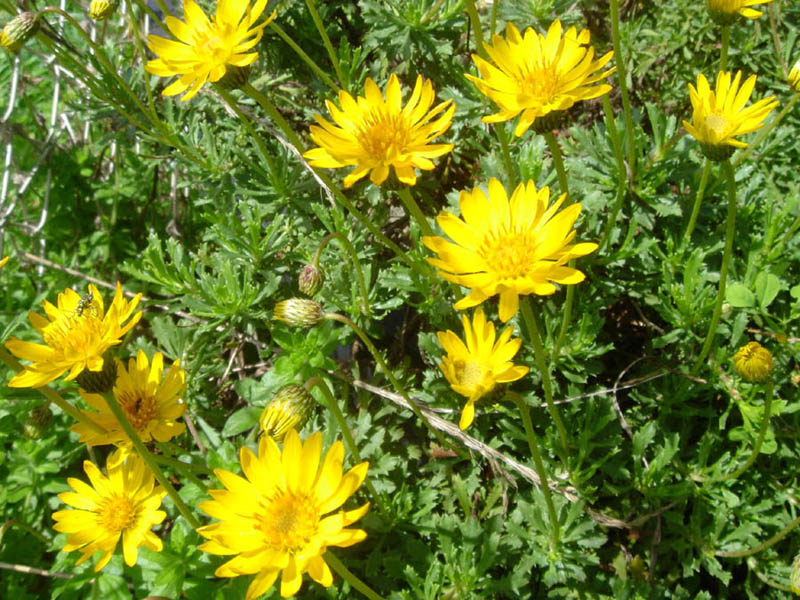
Infiorescenza
Haplopappus glutinosus

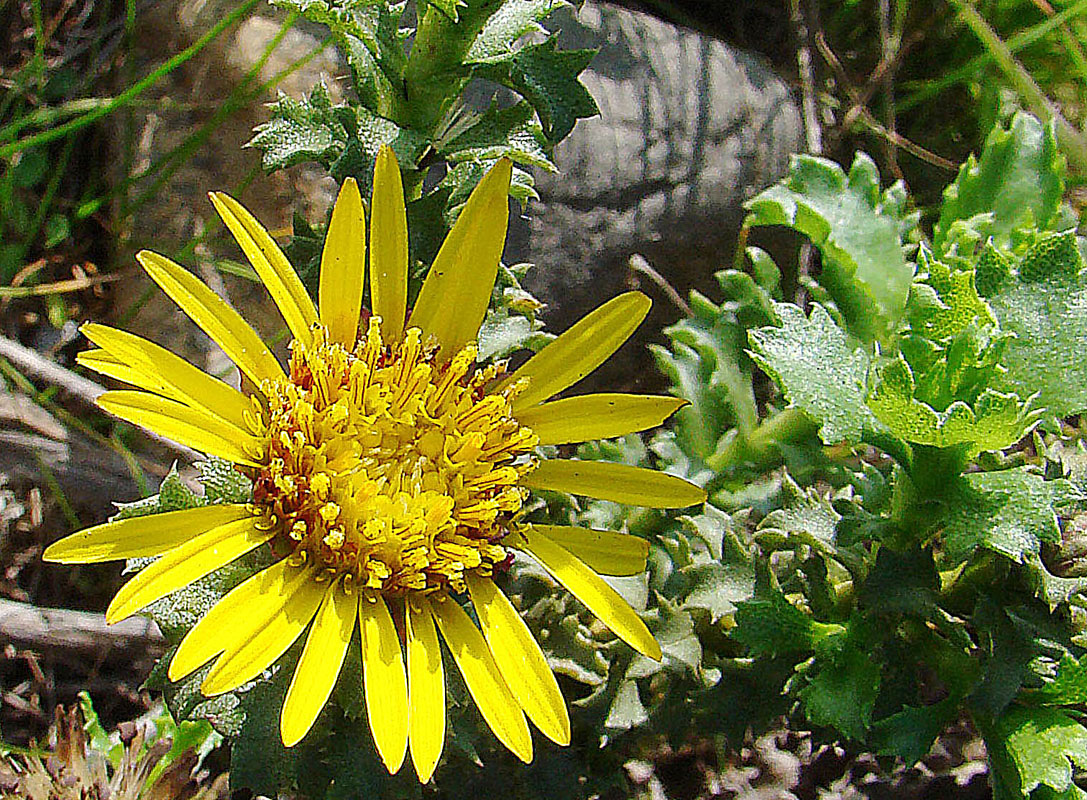
I fiori
Haplopappus foliosus

Portamento. Le specie di questo genere hanno un ciclo biologico perenne con habitus erbaceo, sub-arbustivo o arbustivo. Le superfici variano da glabre e glutinose a stipitato-ghiandolari.
Fusto. La parte aerea è eretta, semplice o ramosa (a volte quasi acaulescente).
Foglie. Le foglie, coriacee e sessili, lungo il caule sono disposte in modo alternato; la lamina è da intera o dentata a pennato-lobata; la pagina fogliare può essere glabra.
Infiorescenza. Le sinflorescenze sono scapose (capolini solitari). Le infiorescenze vere e proprie sono composte da un capolino terminale peduncolato (ricoperto da bratteole simili a scaglie) di tipo radiato con fiori eterogami. I capolini sono formati da un involucro, con forme da emisferiche a campanulate, composto da diverse brattee, al cui interno un ricettacolo fa da base ai fiori di due tipi: fiori del raggio e fiori del disco. Le brattee, da appressate a ricurve, con punte da acute a spiniformi e a consistenza erbacea, sono disposte in modo più o meno embricato e scalato su 3 - 6 serie. Il ricettacolo (senza pagliette) a protezione della base dei fiori ha delle forme piano-convesse.
Fiori.  I fiori sono tetra-ciclici (formati cioè da 4 verticilli: calice – corolla – androceo – gineceo) e pentameri (calice e corolla formati da 5 elementi). Si distinguono in:
- fiori del raggio (esterni): sono femminili (talvolta sterili) e sono disposti su una serie; la forma è ligulata (zigomorfa);
- fiori del disco (centrali): sono più numerosi con forme brevemente tubulose (attinomorfe); sono ermafroditi.

- Formula fiorale:

*/x K {\displaystyle \infty }, [C (5), A (5)], G 2 (infero), achenio
- Calice: i sepali del calice sono ridotti ad una coroncina di squame.

- Corolla: 
  - fiori del raggio: la forma della corolla alla base è più o meno tubulosa, mentre all'apice è ligulata; la ligula può essere contorta e può terminare con alcuni denti; il colore è giallo o porpora;
  - fiori del disco: la forma è tubulare strettamente imbutiforme e bruscamente divaricata in 5 lobi; i lobi, eretti, hanno una forma ampiamente da triangolare a lanceolata; il colore è giallo.

- Androceo: l'androceo è formato da 5 stami sorretti da filamenti generalmente liberi; gli stami sono connati e formano un manicotto circondante lo stilo; le teche (produttrici del polline) alla base sono troncate e sono lievemente auricolate (molto raramente sono speronate o hanno una coda); le appendici apicali delle antere hanno delle forme piatte e lanceolate; il tessuto endoteciale (rivestimento interno dell'antera) è quasi sempre polarizzato (con due superfici distinte: una verso l'esterno e una verso l'interno). Il polline è sferico con un diametro medio di circa 25 micron;  è tricolporato (con tre aperture sia di tipo a fessura che tipo isodiametrica o poro) ed è echinato (con punte sporgenti).

- Gineceo: l'ovario è infero uniloculare formato da 2 carpelli. Lo stilo (il recettore del polline) è profondamente bifido (con due stigmi divergenti) e con le linee stigmatiche marginali separate. I due bracci dello stilo hanno una forma da lanceolata a deltoide e possono essere papillosi o ricoperti da ciuffi di peli.

Frutti. I frutti sono degli acheni con pappo: il corpo, prismatico o turbinato, angolato o leggermente compresso, ha alcune nervature longitudinali. Le setole del pappo, bianche, gialle o rosse, sono scabre, sono disposte su 1 – 3 serie e graduate in altezza (tendono ad essere appiattite almeno alla base).

## Biologia
Impollinazione: l'impollinazione avviene tramite insetti (impollinazione entomogama tramite farfalle diurne e notturne).

Riproduzione: la fecondazione avviene fondamentalmente tramite l'impollinazione dei fiori (vedi sopra).

Dispersione: i semi (gli acheni) cadendo a terra sono successivamente dispersi soprattutto da insetti tipo formiche (disseminazione mirmecoria). In questo tipo di piante avviene anche un altro tipo di dispersione: zoocoria. Infatti gli uncini delle brattee dell'involucro (se presenti) si agganciano ai peli degli animali di passaggio disperdendo così anche su lunghe distanze i semi della pianta. Inoltre per merito del pappo il vento può trasportare i semi anche a distanza di alcuni chilometri (disseminazione anemocora).

## Distribuzione e habitat
Le specie di questo genere sono distribuite in Sudamerica.

## Sistematica
La famiglia di appartenenza di questa voce (Asteraceae o Compositae, nomen conservandum) probabilmente originaria del Sud America, è la più numerosa del mondo vegetale, comprende oltre 23.000 specie distribuite su 1.535 generi, oppure 22.750 specie e 1.530 generi secondo altre fonti (una delle checklist più aggiornata elenca fino a 1.679 generi). La famiglia attualmente (2021) è divisa in 16 sottofamiglie; la sottofamiglia Asteroideae è una di queste e rappresenta l'evoluzione più recente di tutta la famiglia.

### Filogenesi
La tribù Astereae (una delle 21 tribù della sottofamiglia Asteroideae) comprende circa 40 sottotribù. In base alle ultime ricerche nella tribù sono stati individuati (provvisoriamente) 5 principali lignaggi:
- Basal grade: include alcuni generi isolati, il gruppo "South American-Oceania",  alcune sottotribù africane e il gruppo dei generi legnosi del Madagascar.
- Bellis lineage: comprende le sottotribù eurasiatiche e una sottotribù africana.
- Aster lineage: include i generi asiatici di Asterinae e i principali gruppi dell'Australia e dell'Oceania.
- Baccharis lineage: include alcuni gruppi sudamericani.
- North American lineage: include la vasta gamma di sottotribù del Nordamerica, Messico e alcuni gruppi distribuiti nel Sudamerica.

Il genere  Haplopappus  (insieme alla sottotribù Machaerantherinae) è incluso nel lignaggio "North American lineage". Attualmente la sottotribù è suddivisa in 5 gruppi informali: Basal grade - Machaeranthera group - Haplopappus group - Xanthocephalum group - Lessingia group. Questo genere si trova nel Haplopappus group.
Il genere è suddiviso nelle seguenti sezioni:
- sect. Diplostephioides (Benth. & Hook.) Blake
- sect. Gymnocoma Nutt.
- sect. Polyphylla Hall
- sect. Xylolepis Hall
- sect. Hplopappus.

I caratteri distintivi del genere sono:
- le piante sono originarie del Sud America;
- le foglie normalmente hanno una consistenza coriacea con lamina dentata o lobata;
- i capolini spesso sono solitari (raramente sono aggregati) su lunghi peduncoli afilli;
- le brattee esterne dell'involucro non sono simili alle foglie.

Il numero cromosomico delle specie di questo genere è: 2n = 10 e 12.

### Elenco delle specie
Questo genere ha 72 specie:
- Haplopappus albicans Benoist
- Haplopappus angustifolius Reiche
- Haplopappus anthylloides Meyen & Walp.
- Haplopappus baylahuen J.Rémy
- Haplopappus bezanillanus (J.Rémy) Reiche
- Haplopappus boelckei Tortosa & Adr.Bartoli
- Haplopappus canescens Reiche
- Haplopappus cerberoanus (J.Rémy) Reiche
- Haplopappus chrysanthemifolius DC.
- Haplopappus coquimbensis (Hook. & Arn.) Klingenb.
- Haplopappus decurrens J.Rémy
- Haplopappus deserticola Phil.
- Haplopappus diplopappus J.Rémy
- Haplopappus donianus Sch.Bip. ex Reiche
- Haplopappus elatus Reiche
- Haplopappus ferreyrae Cabrera
- Haplopappus foliosus DC.
- Haplopappus glutinosus Cass.
- Haplopappus graveolens Reiche
- Haplopappus grindelioides DC.
- Haplopappus hirtellus Phil.
- Haplopappus humilis Reiche
- Haplopappus integerrimus (Hook. & Arn.) H.M.Hall
- Haplopappus kingii Reiche
- Haplopappus lanatus Hook.f.
- Haplopappus latifolius Reiche
- Haplopappus linifolius Reiche
- Haplopappus macreanus (J.Rémy) Reiche
- Haplopappus macrocephalus (Poepp. ex Less.) DC.
- Haplopappus marginalis Phil.
- Haplopappus maulinus Klingenb.
- Haplopappus mendocinus Tortosa & Adr.Bartoli
- Haplopappus mieresii P.Medina & Nic.García
- Haplopappus mucronatus (Hook. & Arn.) B.D.Jacks.
- Haplopappus multifolius Phil. ex Reiche
- Haplopappus nahuelbutae Klingenb.
- Haplopappus ochagavianus Phil.
- Haplopappus parvifolius A.Gray
- Haplopappus paucidentatus Phil.
- Haplopappus pedunculosus J.Rémy
- Haplopappus philippii H.M.Hall
- Haplopappus phyllophorus Reiche
- Haplopappus pinea Reiche
- Haplopappus pinnatifidus Nutt.
- Haplopappus platylepis Phil.
- Haplopappus poeppigianus A.Gray
- Haplopappus pristiphyllus (J.Rémy) H.M.Hall
- Haplopappus pulchellus DC.
- Haplopappus pusillus Klingenb.
- Haplopappus racemiger Klingenb.
- Haplopappus reicheanus H.M.Hall
- Haplopappus remyanus Wedd.
- Haplopappus rengifoanus J.Rémy
- Haplopappus retinervius (Kuntze) Klingenb.
- Haplopappus rigidus Phil.
- Haplopappus rosulatus H.M.Hall
- Haplopappus rotundifolius H.M.Hall
- Haplopappus scaposus J.Rémy
- Haplopappus schumannii (Kuntze) G.K.Br. & W.D.Clark
- Haplopappus scrobiculatus DC.
- Haplopappus serrulatus Reiche
- Haplopappus setulosus Klingenb.
- Haplopappus stelliger J.Rémy
- Haplopappus stolpii Phil.
- Haplopappus struthionum Speg.
- Haplopappus taeda Reiche
- Haplopappus uncinatus Phil.
- Haplopappus undulatus Klingenb.
- Haplopappus valparadisiacus Klingenb.
- Haplopappus velutinus J.Rémy
- Haplopappus vicuniensis  Klingenb.
- Haplopappus viridialbus  Cuatrec.

### Sinonimi
Sono elencati alcuni sinonimi per questa entità:
- Chroilema Bernh.
- Exothamnus  D.Don ex Hook.
- Haplodiscus  (Benth.) Phil.
- Steriphe  Phil.